# Fort Nieuw Victoria
 (février 2018).
Si vous disposez d'ouvrages ou d'articles de référence ou si vous connaissez des sites web de qualité traitant du thème abordé ici, merci de compléter l'article en donnant les références utiles à sa vérifiabilité et en les liant à la section « Notes et références ».
Le Fort Nieuw Victoria est un fort construit par la VOC Compagnie néerlandaise des Indes orientales à Ambon, dans les Moluques en Indonésie.
Il a été construit entre 1605 et 1795.